# Slag bij Thyateira
In de Slag bij Thyateira overwonnen in het voorjaar van 366 de troepen van de Romeinse keizer Valens die van de usurpator Procopius.
Op 28 september 365 had Procopius zich in Constantinopel tot keizer laten uitroepen. Het jaar daarop kwam het tot een openlijke strijd met de rechtmatige Augustus Valens. De door de magistri militum, Gomoarius en Agilo, aangevoerde troepen van de usurpator, waaronder waarschijnlijk ook ter hulp geroepen Goten, stoten bij Thyateira in Lydië op het leger van keizer Valens. Procopius scheen aanvankelijk de overhand te behalen, maar werd dan door zijn generaals in de steek gelaten, zodat Valens uiteindelijk als overwinnaar uit de slag kwam. Bij Nakoleia in Frygië werd Procopius op 27 mei definitief verslagen en de dag daarop geëxecuteerd.